# Citiranje radova
Pri pisanju radova, citiranje je izravno ili neizravno navođenje podataka i ideja već objavljenih u drugim publikacijama. Izravno citiranje prenosi sadržaj izvora od riječi do riječi, a neizravno ga citiranje (parafraziranje) prepričava. U oba slučaja sadržaj izvora mora se prenijeti što vjernije, a čitatelja na jednostavan način uputiti na izvor navođenjem reference na bibliografski zapis koji sadrži dovoljno podataka kojima se izvor može jednoznačno identificirati. Ovo se najčešće čini uz samo mjesto navoda umetanjem kratke upute ili poveznice koja vodi na bibliografsku jedinicu na dnu stranice ili na kraju poglavlja ili rada.
Pravilnim citiranjem izbjegava se kršenje autorskih prava, a vlastitom radu povećava vjerodostojnost i provjerljivost. Kao izvori mogu poslužiti članci i knjige, zvučne i filmske publikacije ili web-stranice pouzdanih autora. Vjerodostojnost uratka ovisit će, dakako, o vjerodostojnosti izvora od kojih su informacije preuzete.  
Pri izravnom citiranju preneseni sadržaj piše se unutar navodnika ili, ako je dulji, u zasebnom uvučenom odlomku. Kada se tekst doslovno prenosi iz izvora, hrvatski Zakon o autorskom pravu i srodnim pravima nalaže:
Dopušteno je doslovno navođenje ulomaka autorskog djela (citata) koje je na zakonit način postalo pristupačno javnosti, radi znanstvenog istraživanja, nastave, kritike, polemike, recenzije, osvrta, u mjeri opravdanoj svrhom koja se želi postići i u skladu s dobrim običajima, time da se mora naznačiti izvor i ime autora.

## Zašto citirati?
Citiranjem dajemo širi kontekst svojemu radu te podupiremo i nadopunjujemo ideje koje u njemu iznosimo. Njime čitatelju pomažemo razaznati gdje su drugi u istraživanju stali, kako smo razumjeli njihov rad i kako naš rad doprinosi ukupnom znanju. Popis izvora koje smo koristili čitateljima može biti početna točka u njihovom istraživanju. Citiranjem također drugim autorima dajemo do znanja koliko cijenimo njihov rad, što će oni u citatnim bazama pratiti povećanjem čimbenika odjeka (eng. impact factor). 
Pri citiranju je potrebno jasno naznačiti gdje u tekstu prestaju stavovi autora i gdje počinje navođenje tuđih stavova. U suprotnom se kod čitatelja stvara dojam da su tuđe misli autorove, s čime dolazi opasnost od optužbi o prisvajanju tuđeg autorskog djela ili plagiranju.
Kada se izravno citira tuđi rad, navođenjem od riječi do riječi unutar navodnika ili zasebnog uvučenog odjeljka, ali i kada se dijelovi tuđeg rada prepričavaju i sažimaju, u tekstu se, što bliže citatu, čitatelja treba uputiti na izvor. To se najčešće čini umetanjem poveznice ili kratke upute u obliku grafičke oznake, broja ili prezimena autora i godine izdavanja koji jednoznačno vode na potpuni bibliografski zapis o izvoru, najčešće na kraju rada u cjelini imena »Bibliografija«, »Literatura«, »Izvori« i sl.
Popisom izvora pomažemo čitateljima naći dodatne pouzdane informacije o temi, povećavamo stručnost i vjerodostojnost vlastitog uratka te omogućavamo laku provjeru točnosti i pouzdanosti njegova sadržaja.

### Plagiranje i autoplagiranje
Plagiranje je uporaba ili bliska imitacija autorskog sadržaja drugih autora uz predstavljanje njihovih izričaja, ideja i rezultata kao svojih. Pravilnim navođenjem izvora izbjegavamo plagiranje i pripisujemo zasluge autoru koji ih zaslužuje. Kazne za plagiranje mogu biti poprilično stroge te mogu rezultirati izbacivanjem s učilišta i oduzimanjem diploma i nagrada. 
Autoplagiranje je uporaba materijala iz svojih već objavljenih radova, ali bez njihova navođenja. Iako je autoplagiranje teško nazvati ilegalnim, preporučuje se da autor svejedno navede da je riječ o starim materijalima.

## Kako citirati?
Iako su mnoge organizacije stvorile sustave citiranja prilagođene svojim potrebama, većina njih se ravna prema nekim uobičajenim smjernicama:
- Uz svaki izravni ili neizravni citat čitatelja se u tekstu upućuje na izvor kratkom poveznicom na puni bibliografski zapis.
- Svi se bibliografski zapisi slažu u bibliografiju koja onda sadrži uređeni popis svih izvora citiranih u tekstu s dovoljno podataka kojima ih se može jednoznačno identificirati.

Svjetski sustavi citiranja najčešće su ili harvardskog tipa (autor–godina i autor–naslov) ili vancouverskog tipa (autor–broj). Popularni APA-stil preporuča autor–godina, a MLA autor–naslov. Vancouverski stil češto pak radi kompaktnijeg izgleda biraju časopisi u fizikalnim znanostima i medicini. Oxfordski stil je vancouverovskog tipa, a čikaški dozvoljava oba.
Hrvatski pravopis predlaže sustav citiranja autor–godina. Institucije poput Filozofskog, Pravnog i Ekonomskog fakulteta u Zagrebu preporučuju svoje stilove.

### Citiranje i upućivanje na izvor u tekstu
Uz svaki izravni ili neizravni citat u tekstu se stavlja poveznica na bibliografski zapis o izvoru. U nekim sustavima citiranja uputa se sastoji od prezimena autora i godine izdanja (Newton 1687). Njima može biti pridodan i broj stranice na kojoj se nalazi navod (Bošković 1763: 42). Drugi sustavi citiranja služe se brojčanim oznakama koje odgovaraju rednom broju bibliografskog zapisa u popisu izvora. Brojčane se oznake stavljaju ili u razini teksta [17] ili ih se uzdigne17 na načine prikazane[17] u ovoj rečenici.
Ponekad se bilješka o izvoru navodi već na dnu stranice s citatom, u fusnoti (eng. footnote). Tako se u oxfordskom stilu uzdignutim brojem upućuje na navod izvora u fusnoti, a onda se isti izvor navodi u bibliografiji abecedno prema prezimenu autora. Češća je, međutim, preporuka da se podatci o izvorima navedu u popisu na kraju.

### Popis izvora
Popis izvora na koje se poziva u radu najčešće je zasebno poglavlje na kraju rada naslovljeno »Literatura«, »Popis literature«, »Izvori«, »Popis izvora« ili »Vrela«. Ponekad se za nj koristi i naslov »Bibliografija«, iako se to ime odnosi na opći popis publikacija o nekom području, a ne samo onih iskorištenih u radu. Ovisno o sustavu citiranja, bibliografske se jedinice u bibliografiji sređuju ili abecedno prema prezimenu prvoga autora citirane publikacije ili prema redoslijedu citiranja u tekstu ako se na izvor upućuje brojevnim poveznicama. 
Bibliografske jedinice sadrže imena autorā, datum ili godinu objavljivanja, naslov djela, ime časopisa, izdavača ili internetske stranice, podatke o svesku, izdanju i opsegu stranica, brojčane identifikatore (DOI, ISBN), a onda i datum pristupanja izvoru ako je izvor promjenjiv, adresu arhivirane verzije izvora, internetsku adresu dokumenta itd.

## Navođenje izvora prema hrvatskom pravopisu

### U tekstu
Prema hrvatskom pravopisu, uputa na izvor u tekstu piše se unutar zagrada i sadrži prezimena autora i godinu izdanja (bez točke). Ako se dodaje i oznaka stranice, nju se odvaja dvotočkom:
(Bošković 1763), (Silić i Pranjković 2005: 133), (Bardeen, Cooper i Schrieffer 1956), (Anderson i dr. 2011: 6)

### U bibliografiji
Prvi podatak u bibliografskoj jedinici jesu autori djela; za njima obavezno slijede godina izdanja i naslov, a ostali podatci ovise o vrsti publikacije. Hrvatski pravopis nalaže da se prezime koje se piše prije imena od imena zbog inverzije odvoji zarezom. Autori se tada međusobno odvajaju točkom sa zarezom. Naslovi se pišu kosim slovima (kurzivom); kada se navodi časopis tada se njegovo ime smatra naslovom rada pa se naslov članka piše uspravnim slovima. Nesrodni podaci unutar jedinice odvajaju se točkom.

#### Navođenje knjiga
Bošković, Josip Ruđer. 1758. Philosophiae naturalis theoria. Venecija.
Bošković, Josip Ruđer; Filipović, Vladimir; Stipišić, Jakov. 1974. Teorija prirodne filozofije. Liber. Zagreb.

#### Navođenje časopisa
Marković, Ivan. 2020. O imenolikosti hrvatskih posvojnih pridjeva. Suvremena lingvistika 46 (90): 223–238. 

#### Navođenje internetskih izvora
Internetski izvori podložni su promjenama pa je uvijek potrebno navesti datum pristupanja izvoru. Taj podatak može pomoći u nalaženju citirane inačice izvora na stranicama za arhiviranje weba poput archive.org ili haw.nsk.hr  Arhivirana inačica izvorne stranice od 5. studenoga 2020. (Wayback Machine).
Cekol, Sandra. 2004. Čeh, Leh i Meh. Vijenac 265. Matica hrvatska. Zagreb. https://www.matica.hr/vijenac/265/Čeh, Leh i Meh/ (pristupljeno 27. travnja 2021.)
Vodoinstalater. 2009. Teatar.hr. http://www.teatar.hr/17561/vodoinstalater/ (pristupljeno 10. siječnja 2021.)

Parun, Vesna. 13. svibnja 2010. Otvoreno pismo Vesne Parun o napuštanju DHK-a. Večernji list. http://haw.nsk.hr/arhiva/vol3/6/30551/www.vecernji.hr/kultura/otvoreno-pismo-vesne-parun-napustanju-dhk-a-clanak-140031.html  Arhivirana inačica izvorne stranice od 29. travnja 2021. (Wayback Machine) (arhivirano 16. svibnja 2010.)

#### Navođenje enciklopedijskih natuknica
Tihi ocean. 2000. Hrvatska enciklopedija. Leksikografski zavod Miroslav Krleža. Zagreb.

## Citiranje na Wikipediji na hrvatskom jeziku
Wikipedija na hrvatskom jeziku je hipertekstualni medij čiji sadržaj počiva na provjerljivosti (WP:PRO) i vjerodostojnim izvorima (WP:VI). Ona nije mjesto za objavu originalnih ideja i vlastito istraživanje (WP:BVI) pa sve što je u njoj treba imati potvrdu u objavljenim izvorima, što znači da mora biti pravilno citirano (WP:NI). 
Tvrdnje koje nisu stvar općeg znanja bit će popraćene uputom na izvor u obliku uzdignutog broja u uglatoj zagradi. Slijedeći pripadnu poveznicu preglednik će čitatelja dovesti do navoda izvora. Navod treba biti oblikovan u skladu s pravopisom hrvatskoga jezika,  čemu uvelike pomažu predlošci za citiranje koji iz pojedinačnih podataka oblikuju bibliografsku jedinicu. Njihov popis vidljiv je u posebnoj kategoriji, a detalji ispravnog navođenja izvora u Wikipedijinoj smjernici. 